# Inštitut za bioetiko Teološke fakultete v Ljubljani
Inštitut za bioetiko je znanstveno-raziskovalni inštitut, ki deluje v okviru Teološke fakultete Univerze v Ljubljani.